# Año Internacional de la Paz y la Confianza (2021)
2021 fue proclamado Año Internacional de la Paz y la Confianza por la Asamblea General de las Naciones Unidas mediante la resolución A/RES/73/338, aprobada el 12 de septiembre de 2019.  La propuesta fue impulsada por Turkmenistán y la  designación tenía como propósito fundamental movilizar los esfuerzos de la comunidad internacional para promover la paz y la confianza entre las naciones, fomentando el diálogo político, el entendimiento mutuo y la cooperación.
La proclamación subrayó que la paz no solo implica la ausencia de conflictos, sino también un proceso dinámico y participativo en el que el diálogo y la diplomacia preventiva juegan un papel clave. Asimismo, la ONU reconoció la importancia de la cultura de paz, el multilateralismo y la resolución pacífica de disputas como pilares fundamentales para el desarrollo sostenible, la seguridad y la defensa de los derechos humanos.

## Actividades y alcance
Durante el Año, los Estados miembros y diversas organizaciones internacionales, regionales y de la sociedad civil fueron alentados a desarrollar iniciativas que promovieran el entendimiento y la cooperación a nivel global. Se incentivaron actividades educativas y campañas de concienciación para promover la paz y la confianza como valores esenciales para la convivencia y la estabilidad mundial, faciltando el diálogo político y la cooperación.
Turkmenistán, como país impulsor de la iniciativa, organizó diversas actividades diplomáticas y eventos internacionales. Se llevaron a cabo programas educativos dirigidos a jóvenes y líderes comunitarios. El financiamiento de las actividades relacionadas con esta conmemoración dependió de contribuciones voluntarias, sin comprometer los fondos obligatorios de la ONU.